# Cryptoparlatoreopsis longispina
Cryptoparlatoreopsis longispina är en insektsart som först beskrevs av Takahashi 1939.  Cryptoparlatoreopsis longispina ingår i släktet Cryptoparlatoreopsis och familjen pansarsköldlöss. Inga underarter finns listade i Catalogue of Life.